# Système multilatéral de négociation
Ne pas confondre avec le format OpenType (OTF) de polices de caractères.
Un système multilatéral de négociation (SMN) est un système exploité par un prestataire de services d'investissement ou une entreprise de marché. Sans avoir la qualité de marché réglementé, un SMN assure la rencontre, en son sein et selon des règles définies, des transactions (achats et ventes) sur des instruments financiers.
« Système multilatéral de négociation » est la traduction française officielle de l'anglais multilateral trading facility (MTF). Les SMN sont autorisés depuis 2007 par la directive européenne sur les marchés d'instruments financiers.

## Règles de fonctionnement
Les règles du système multilatéral de négociation sont établies par la personne qui le gère. Ces règles, transparentes et non discrétionnaires, garantissent un processus de négociation équitable et ordonné et fixent des critères objectifs pour une exécution efficace des ordres.
En France, conformément à l'article L424-1 du code monétaire et financier, les règles du système, ainsi que leurs modifications, sont transmises à l'Autorité des marchés financiers avant leur mise en application. 
La personne qui gère un système multilatéral de négociation prend toute disposition utile pour favoriser le dénouement efficace des transactions effectuées sur ce système. Toute personne qui gère en France un système multilatéral de négociation, communique à l'Autorité des marchés financiers (AMF)le nom des États membres de la Communauté européenne ou des autres États parties à l'accord sur l'Espace économique européen dans lesquels elle compte fournir des moyens d'accès à son système. L'Autorité des marchés financiers communique cette information à l'autorité compétente de l'État concerné.

## Enjeux
Le paysage du courtage actions est en pleine évolution, dans le sillage de l’entrée en vigueur de la nouvelle directive européenne de libéralisation des instruments financiers (directive MIF). La concurrence entre bourses traditionnelles et systèmes multilatéraux de négociation fait rage pour tenter d’accaparer une part du courtage des transactions sur les marchés actions en Europe.
L'enjeu pour les nouveaux intervenants est de répondre à une certaine insatisfaction des investisseurs vis-à-vis des bourses traditionnelles (ou même l'absence de bourse traditionnelle), en particulier en assurant une plus grande discrétion, des délais d’exécution réduits et surtout des frais d'exécution en baisse.

## Implications pour les banques et les sociétés de gestion
L'arrivée de nouvelles places engendre des besoins supplémentaires pour les banques, à la fois en matière de suivi des préférences de leurs clients (outils de gestion de la relation client et outils d'aide à la décision) et de sélection de la meilleure exécution possible entre places (tables de négociation et outils de routage des ordres).
Par ailleurs, au-delà de l'aspect de réduction des coûts d'exécution, ces outils peuvent permettre d'améliorer la gestion des risques de marchés en offrant une transparence pré et post-exécution sur des classes d'actifs dépourvues de lieu de négociation centralisé et ne pouvant actuellement être négociées qu'en gré à gré (de type crossing network (en)), à l'instar des obligations convertibles. Sur les marchés de ce type, ils deviennent, d'un point de vue conformité, la source fiable de prix, de manière similaire à une exécution effectuée sur une place de marché organisée.

## Comparaison aux systèmes organisés de négociation (OTF)
Le nouveau règlement du Parlement européen et du Conseil européen sur les marchés d'instruments financiers est en passe de créer une nouvelle catégorie de système/plate-forme de négociation dénommée organised trading facility (OTF) ou, en français, système organisé de négociation (SON) qui englobera toutes les formes organisées d'exécution et de négociation ne correspondant pas aux fonctionnalités ou aux spécifications réglementaires des plates-formes existantes (exemples : plates-formes d’exécution de swaps, systèmes de croisement d’ordres ou de gré à gré). Il englobera également les systèmes de confrontation d'ordres (broker crossing systems : systèmes électroniques d'appariement en interne des ordres, exploités par une entreprise d'investissement qui exécute les ordres de clients en les croisant avec ceux d'autres clients).
La différence entre les marchés réglementés, les systèmes multilatéraux de négociation et les systèmes organisés de négociation tient à l'exécution des ordres. Les marchés réglementés et les systèmes multilatéraux de négociation se caractérisent par l'exécution non discrétionnaire des transactions. En revanche, l’opérateur d’un système organisé de négociation devrait disposer d'un certain pouvoir discrétionnaire sur la manière dont sont exécutées les transactions. Étant donné qu’un OTF constitue une véritable plate-forme de négociation, l’opérateur de la plate-forme devrait être neutre (pour éviter que les droits des clients, ainsi regroupés, ne puissent être mis en péril par une possibilité de faire du profit à leurs dépens). L'opérateur d'un OTF ne devrait donc pas être autorisé à exécuter dans cet OTF des transactions entre de multiples intérêts de tiers acheteurs et vendeurs incluant des ordres de clients qu'il aurait réunis dans le système en engageant ses propres capitaux en contrepartie.
L'internalisation systématique ne constitue pas un système organisé de négociation ni même, d'une manière générale, une plate-forme/système de négociation dans la mesure où il ne met pas en présence les intérêts acheteurs et vendeurs de tiers. Un internalisateur systématique exécute en effet des transactions pour des clients en engageant ses propres capitaux.

## Principaux SMN en Europe

### SMN sur actions
- BATS
  - Lancement : 31 octobre 2008.
  - Fondateur : BATS Holdings Inc.
  - Parts de marché :
    - sur le marché paneuropéen : 5,7 % (janvier 2010)[7].
    - sur l'indice CAC 40 : 4,2 % (en % des volumes, du 1er au 30 septembre 2009)[8].
- Chi-X
  - Lancement : 30 mars 2007.
  - Fondateur : Instinet (courtier).
  - Parts de marché :
    - sur le marché paneuropéen : 23,7 % (janvier 2010)[7] ; 14 % (octobre 2009)[9].
    - sur l'indice CAC 40 : 15,3 % (en % des volumes, du 1er au 30 septembre 2009)[8].
- Nasdaq OMX
  - Lancement: 2009.
  - Fondateur : Nasdaq OMX Europe Ltd.
  - Parts de marché :
    - sur le marché paneuropéen : 1,6 % (janvier 2010)[7]
    - sur l'indice CAC 40 : 1,0 % (en % des volumes, du 1er au 30 septembre 2009)[8].
- Nyse Arca Europe 
  - Lancement : 2009.
  - Fondateur : NYSE Euronext.
- Tradegate
  - Lancement : 2008.
  - Fondateur : Tradegate AG. Racheté en décembre 2009 par la Deutsche Börse[7].
  - Réservé aux investisseurs individuels.
- Turquoise
  - Lancement : 22 septembre 2008.
  - Fondateurs : groupe de neuf banques BNP Paribas, Société générale, Citigroup, Crédit suisse, Deutsche Bank, Goldman Sachs, Merrill Lynch, Morgan Stanley et UBS. Racheté à 60 % en décembre 2009 par la Bourse de Londres[7].
  - Parts de marché :
    - sur le marché paneuropéen : 4,6 % (janvier 2010)[7] ; 4 % (octobre 2009)[9].
    - sur l'indice CAC 40 : 5,0 % (en % des volumes, du 1er au 30 septembre 2009)[8].
- Equiduct
  - Lancement : 2009.
  - Fondateur : Bourse de Berlin.
- Alternativa
  - Lancement : 2007
  - Disparition : 2017
  - Actions : PME (négociation primaire et secondaire)
  - Opérateur : AM France

### SMN sur obligations convertibles
- Vega-Chi
  - Lancement : 17 février 2010[10].
  - Fondateur : Vega-Chi Ltd
  - Agent de settlement central : BNP Paribas Securities Services.
  - Parts de marché :
    - N/A: Seule place de marché centralisée.